# Salia styrusalis
Salia styrusalis är en fjärilsart som beskrevs av Walker 1859. Salia styrusalis ingår i släktet Salia och familjen nattflyn. Inga underarter finns listade.